# Капшино
Капшино (рос. Капшино) — село в Калязінському районі Тверської області Російської Федерації.
Населення становить 249 осіб. Входить до складу муніципального утворення Нерльське сільське поселення.

## Історія
Від 2005 року входило до складу муніципального утворення Нерльське сільське поселення.

## Населення
| 1859 | 1888 | 1897 | 1997 | 2002 | 2008 | 2010 |
| ---- | ---- | ---- | ---- | ---- | ---- | ---- |
| 249  | ↘224 | ↗939 | ↘332 | ↘299 | ↘290 | ↘249 |